# Лукашук Микола Васильович
Микола Васильович Лукашук (нар. 24 листопада 1980, місто Кривий Ріг Дніпропетровської області) — український діяч, голова Дніпропетровської обласної ради з 16 грудня 2020 року.

## Життєпис
У 2002 році закінчив Київський національний економічний університет за спеціальністю «Менеджмент організацій».
Після закінчення університету працював на підприємствах малого бізнесу.
З 2005 року працював у сфері банкрутства та відновлення платоспроможності боржника.
З листопада 2005 по грудень 2020 року — арбітражний керуючий. Право на здійснення діяльності арбітражного керуючого зупинено у зв'язку з обранням головою Дніпропетровської обласної ради VIII скликання.
У липні 2014 року йому присвоєно п'ятий — найвищий рівень кваліфікації арбітражного керуючого.
У 2017 році здобув вищу юридичну освіту за спеціальністю «Право» в Одеській юридичній академії.
Є членом ради відділення Асоціації правників України в Дніпропетровській області.
З 2019 року входить до складу робочої групи при Міністерстві юстиції з питань удосконалення законодавства у сфері банкрутства. Керуючий партнер Юридичної фірми ТОВ «Правова константа» в місті Кривому Розі Дніпропетровської області.
З листопада 2019 по грудень 2020 року — голова Некомерційної професійної організації «Національна асоціація арбітражних керуючих України»
З листопада 2019 по грудень 2020 року — адвокат. Право на заняття адвокатською діяльністю зупинено у зв'язку з обранням головою Дніпропетровської обласної ради VIII скликання
У 2020 році увійшов до Топ 100 Юристів України. Вибір клієнта. у номінації «Банкрутство»
У жовтні 2020 року обраний депутатом Дніпропетровської обласної ради від партії «Слуга народу».
З 16 грудня 2020 року — голова Дніпропетровської обласної ради.
З травня 2021 року по теперішній час — голова Комісії з питань енергетики й житлово-комунальних послуг Всеукраїнської асоціації органів місцевого самоврядування «Українська асоціація районних та обласних рад»
З лютого 2021 року по теперішній час — представник України в Палаті регіонів Конгресу місцевих і регіональних влад Ради Європи (Указ Президента України від 10.02.2021 № 54/2021)
З листопада 2022 року по теперішній час — голова Місцевої асоціації органів місцевого самоврядування «Дніпропетровська обласна асоціація органів місцевого самоврядування»
У 2024 році здобув науковий ступінь доктора філософії з публічного управління та адміністрування.
Перший віце-президент Всеукраїнської асоціації органів місцевого самоврядування «Українська асоціація районних та обласних рад» (рішення З’їзду Асоціації від 28 вересня 2023 року).
У березні 2024 року успішно завершив курс програми Київської школи державного управління імені Сергія Нижного «Школа міністрів ІХ». Дана програма є унікальною для підготовки вищого корпусу державних службовців – людей, які мислять категоріями викликів української державності.
Також успішно закінчив курс Київської школи державного управління імені Сергія Нижного «Етичне лідерство. Курс Джеймса Комі». Мета курсу – широке обговорення концепції державного управління Джеймса Комі, в основі якої лежить ідея етичного лідерства, за якою рішення ухвалюються відповідно до вищих цінностей, а не власних переконань. 
У червні 2025 року був обраний до складу віцепрезидентів Асамблеї Європейських регіонів (напрям місцевого виміру та відновлення України). Входить до складу Виконавчої Ради і є членом Бюро АЄР. 

## Інтерв'ю та публікації
«Не треба боятися процедури банкрутства. Це дієвий захисний механізм для бізнесу» (10 листопада 2020).
Як оновлена «банкрутська рулетка» вплине на українську економіку (20 жовтня 2020).
«Арбітражний керуючий звик покладатися у своїй діяльності не на державу, а сам на себе: Микола Лукашук» (28.09.2020).
Рятівні крила санації: як не дати лоукостеру SkyUp впасти (збанкрутувати)(24.09.2020).
Telegram: https://t.me/mykola_lukashuk/